# 芬妮·露·哈默
芬妮·露·哈默（英語：Fannie Lou Hamer，1917年10月6日—1977年3月14日），美國黑人選舉權維權人士，非裔美國人民權運動家和活躍於密西西比州的慈善家。她對於密西西比州自由之夏有著舉足輕重的角色。她亦都以密西西比自由民主黨副主席的身分出席1964年民主黨全國代表大會。

## 早年生活
哈默於1917年在美國密西西比州蒙哥馬利縣出生，雙親分別為艾拉和詹姆斯·李·湯森，家裡有20個兄弟姊妹。他們舉家在1919年遷往森弗勞爾縣，租用農地，種植棉花為生。她6歲已經開始在田裡工作，1924年至1930年期間曾經在鄉村學校上課，及後因為要幫補家計而輟學。至13歲時，她已經可以每天收割200到300磅的棉花。

## 被剝削人權的經歷
1961年，哈默在醫院進行腫瘤切割手術期間，被白人醫生在未得到她同意的情況下，將她整個子宮切除。在1960年代美國南部，給黑人女人非自願性或誤導性絕育是頗為常見的事，當時該白人醫生正是執行密西西比州州政府的政策，藉以控制黑人人口。這次的經歷成為她日後走上維權之路的催化劑。